# 帕爾邁拉鎮區 (北卡羅萊納州哈利法克斯縣)
帕爾邁拉鎮區（英語：Palmyra Township）是位於美國北卡羅萊納州哈利法克斯縣的一個鎮區。

## 地方資料
帕爾邁拉鎮區的面積為154.36平方千米，皆為陸地。根據2020年美國人口普查的數據，當地共有人口648人，而人口密度為每平方千米4.2人。